# 葵青區足球會
葵青區足球會（Kwai Tsing District Football Association）是香港葵青區屬下的一支地區足球隊，在2012-13年度香港丙組足球聯賽名列第四，再度升上香港乙組足球聯賽作賽。現時於香港乙組聯賽作賽，由葵青區區議員徐曉擔任領隊，前甲組球員羅嘉樂擔任教練。

## 球隊歷史
葵青於2003-04年度球季，獲得香港丙組足球聯賽總亞軍，得以首次升上香港乙組足球聯賽作賽。
在2008-09年度球季，香港乙組足球聯賽中，葵青以18戰5勝5和8負得20分的成績，以第7名完成全季聯賽。
2009年9月，身兼葵青區足球會領隊的葵青區區議員徐曉，曾在區議會會議上反對屯門普高或石硤尾體育會，以葵青區內的青衣運動場作為主場，並認為若該隊改名葵青普高或青衣普高，都會對葵青區帶來負面影響。
在2009-10年度球季，葵青從季初被取消資格的前甲組聯賽球隊屯門普高羅致了兩名尼日利亞外援端迪與艾馬增強實力，首循環聯賽一直位居前列位置，顯示出爭升班機會，可惜次循環成績下滑，最終只能以16戰6勝4和6負得22分，獲得第6名。
2010年1月，身兼葵青區足球會領隊的葵青區區議員徐曉，曾投訴區內的青衣東北公園延遲啟用，影響足球隊訓練。其後，徐曉再次投訴，青衣東北公園沒有醫療室，批評康文署罔顧人命。
葵青於2010-11年度球季，邀請原執教另一支新界地區球隊荃灣的前香港足球代表隊門將陳慶榮過檔執教。
在2011-12年度球季，葵青在香港乙組足球聯賽成績22戰2勝3和17負只得9分，在12支球隊中名列包尾，需降落香港丙組足球聯賽作賽。
梁建邦於2012-13年度球季正式執教葵青, 並於2013年1月20日的香港足球初級銀牌賽準決賽，葵青與乙組球隊東方賽和1-1，憑互射12碼以5-3勝出，爆冷淘汰東方，首次殺入決賽。2013年1月27日在香港大球場舉行的決賽，以2-6不敵乙組聯賽榜首球隊元朗，屈居亞軍。
在2013-14年度球季，葵青在香港乙組足球聯賽成績22戰8勝3和11負得27分，在12支球隊中名列第七。
在2015-16年度球季，球隊簽了前鋒謝思利達，加強球隊攻擊力。
2016年4月17日的甲組聯賽賽事，葵青中場黃謙進向駿其天旭劉少汶衝門，由於去勢過度激烈，撞到龍門劉少汶部份身體位置，駿其天旭隊友中場陳家興看不過眼，第一時間報復踩向葵青中場黃謙進頭部，事後隊友分開他們。球證出示紅牌給駿其天旭中場陳家興，並趕他出場。而葵青中場黃謙進亦因衝門過份勇猛，球證出示黃牌以示警告。事件之後給網上傳媒立場新聞及紙媒東方日報體育版作了一定篇幅的報導。
2016一2017球季26戰，5勝7和14負只得21分，排尾2降落乙組聯賽。
2017-2018球季，成績差降落丙組聯賽。
2018-2019球季，簽了前甲組羅嘉樂做主教練，保留龍門黃國豐、中場房嘉偉等主力球員，再簽入前港青前鋒陳永祥加強攻力，力爭重返乙組聯賽。
2020-2021球季，5勝3和5負得18分，排名第8。
2022-2023球季26戰，3勝2和21負只得11分，排包尾來季重返乙組聯賽。

## 球隊近况
2024一25年球季，球隊陣容：羅嘉樂，吳家榮，蔡子楓，陳君豪，杜琛，梁逸軒，高栢熙，張凱斐，張浩天，香卓政，李澤曜，梁子鍵，梁頌旻，陳天樂，洪景南，張浩良，黎俊杰，何紹聰，鄭子龍，李思龍，黎俊彥，劉振宇，葉志豪，房嘉偉，麥俊軒，張德誠，楊子龍，蔡鎧滔，黎桂峯，雷俊和。

## 女子足球隊
葵青區體育會別於葵青區足球會, 葵青區體育會設有女子足球隊，亦曾派隊參加香港女子足球聯賽。香港足球總會於2013-14年度球季接辦香港女子足球聯賽，葵青於第二屆賽事，即2014-15年度再次派隊參賽。

## 球會榮譽
| 榮譽              | 次數        | 年度        |
| 本 土 聯 賽       | 本 土 聯 賽 | 本 土 聯 賽 |
| ----------------- | ----------- | ----------- |
| 丙組聯賽 亞軍     | 1           | 2003-04年   |
| 本 土 盃 賽       |             |             |
| 初級組銀牌 亞軍   | 1           | 2012-13年   |
| 初級賽足總盃 亞軍 | 1           | 2013-14年   |

## 管理層及職球員名單

### 管理層
| 會長：   | 劉興華               |
| 主席：   | 梁偉文               |
| 副主席： | 方平、潘小屏、鄧瑞華 |
| 總幹事： | 温不曲               |

### 職員名單
| 主教練：    | 羅嘉樂 |
| 助教：      | 陳禮耀 |
| 五人隊教練: |        |
| 秘書：      | 黎德成 |
| 司庫：      | 林翠玲 |

### 球員名單（甲組）
| 號碼   | 國籍   | 球員名字                        | 出生日期       | 加盟年份 | 前屬球會   |
| 守門員 | 守門員 | 守門員                          | 守門員         | 守門員   | 守門員     |
| ------ | ------ | ------------------------------- | -------------- | -------- | ---------- |
| 1      | 香港   | 黃國豐（Wong Kwok Fung）        | 1990年10月7日  | 2007年   | 自由身     |
| 32     | 香港   | 曾家豪（Tsang Ka Ho）           | 1995年9月4日   | 2015年   |            |
| --     | 香港   | 謝永軒                          |                | 2015年   |            |
| 後衛   |        |                                 |                |          |            |
| 21     | 香港   | 林文杰（Lam Man Kit）           | 2001年9月19日  | 2016年   | 青年軍     |
| --     | 香港   | 姜振浩                          | 1982年7月22日  | 2016年   | 駿其足球會 |
| 7      | 香港   | 岑偉成（Shum Wai Shing）        | 1993年2月28日  | 2014年   | 標準流浪   |
| 18     | 香港   | 蔡子楓（Choi Tsz Fung）         | 1992年11月16日 | 2013年   | 國強       |
| 20     | 香港   | 麥俊軒（Mak Chun Hin）          | 1989年10月20日 | 2012年   | 自由身     |
| --     | 香港   | 黎國榮（Lai Kwok Wing）         | 1986年9月27日  | 2015年   |            |
| --     | 香港   | 謝思利達 (-)                    |                | 2015年   |            |
| --     | 香港   | 馮啟匡（Fung, Kai Hong）        | 1986年1月25日  | 2016年   | 黃大仙     |
| 中場   |        |                                 |                |          |            |
| 5      | 香港   | 房嘉偉（Fong Ka Wai）           | 1989年3月8日   | 2007年   | 沙田       |
| 10     | 香港   | 張德誠（Cheung Tak Shing）      | 1990年3月27日  | 2007年   | 香港09     |
| --     | 香港   | 梁詠賢                          |                | 2015年   | 聖約瑟     |
| 2      | 香港   | 程偉楠（Ching Wai Nam）         | 1990年11月5日  | 2015年   |            |
| --     | 香港   | 陳加軒                          |                | 2015年   |            |
| --     | 香港   | 張浩廷                          |                | 2015年   | 東方       |
| --     | 香港   | 張世民                          |                | 2016年   |            |
| --     |        | (HITCHMOUGH, JAMIE)             |                | 2016年   |            |
| 28     | 香港   | 郭俊康（Kwok Chun Hong, Keith） | 1998年8月8日   | 2016年   |            |
| --     | 香港   | 霍奕升                          |                | 2016年   |            |
| --     | 香港   | 鍾迪華                          |                | 2016年   |            |
| --     | 香港   | 馬健朗                          |                | 2016年   |            |
| --     | 香港   | 黃程楓                          |                | 2016年   |            |
| --     | 香港   | 李啟耀                          |                | 2016年   |            |
| --     | 香港   | 李日昇                          | 1984年1月29日  | 2016年   | 荃灣       |
| --     | 香港   | 李子希                          |                | 2016年   | 荃灣       |
| 前鋒   |        |                                 |                |          |            |
| --     | 香港   | 諸榮祖                          |                | 2016年   | 駿其足球會 |
| 9      | 香港   | 吳志傑（Ng Chi Kit）            | 1990年8月12日  | 2012年   | 首飾       |
| --     | 香港   | 黃偉國                          |                | 2016年   | 理文流浪   |
| --     | 香港   | 黎國鈞                          | 1990年2月28日  | 2015年   |            |

### 離隊球員（2016/17）
| 號碼                       | 國籍        | 球員名字                    | 位置       | 出生日期       | 加盟球會   |
| 夏季轉會窗                 | 夏季轉會窗  | 夏季轉會窗                  | 夏季轉會窗 | 夏季轉會窗     | 夏季轉會窗 |
| -------------------------- | ----------- | --------------------------- | ---------- | -------------- | ---------- |
| 30                         | 香港        | 黃逸軒（Wong Yat Hin）      | 守門員     | 1993年         |            |
| 26                         | 香港        | 張瑋竣（Cheung Wai Chun）   | 後衛       | 1992年1月24日  |            |
| --                         | 香港        | 廖偉業（Lew Wai Yip）       | 後衛       | 1992年9月19日  | 和富大埔   |
| --                         | 香港        | 林偉濼 （Lam Wai Lok ）     | 後衛       | 1991年5月23日  | 灝天黃大仙 |
| 8                          | 香港        | 黃謙進                      | 中場       | 1992年5月29日  |            |
| --                         | 香港        | 張泉政 (Cheung Chuen Ching) | 中場       |                |            |
| --                         | 香港        | 張浩良                      | 中場       | 1991年4月14日  |            |
| 15                         | 香港        | 張德威（Cheung Tak Wai）    | 中場       | 1986年11月22日 |            |
| 28                         | 日本 · 香港 | 山本嵐（Yamamoto Ran）      | 中場       |                |            |
| --                         | 香港        | 覃鉅晴（Chum Kui Ching）    | 中場       | 1989年8月22日  |            |
| 17                         | 香港        | 汪雙財（Wong Sheung Choi）  | 前鋒       | 1993年8月1日   | 晨曦體育會 |
| 3                          | 香港        | 梁敏誠（Leung Magnus）      | 前鋒       | 1988年7月29日  |            |
| 非轉會窗時期(夏季轉會窗後) |             |                             |            |                |            |
| 冬季轉會窗                 |             |                             |            |                |            |
| 非轉會窗時期(冬季轉會窗後) |             |                             |            |                |            |

## 歷任教練
- 羅嘉樂:（2018年一）
- 彭志棠：（2015年一2018年）
- 梁建邦：（2012年一2015年）
- 陳慶榮：（2010年一2012年）

## 歷任球隊隊長
- 張德誠：（2015年一）

## 歷任球隊副隊長
- 房嘉偉：（2015年一）

## 曾效力球員
本地球員
| - 約翰艾馬 - 釗域亞歷山大 - 羅廣亨 - 黃俊霖 - 劉志強 - 黃緯傑 |

外援球員
| - 端迪 |

## 外部連結
- 葵青區足球會的Facebook專頁
- 香港足球總會網頁球會資料 （页面存档备份，存于）